# Zalmoxis aspersa
Zalmoxis aspersa is een hooiwagen uit de familie Zalmoxioidae.